# Laurence Castet-Bénézit
Laurence Castet-Bénézit, née le 13 août 1966, est une kayakiste française de descente.

## Carrière
Elle est médaillée d'argent en K-1 classique individuel aux Championnats du monde de descente 1995 à Bala et aux Championnats du monde de descente 1996 à Landeck. 
Elle est médaillée d'or de K-1 classique par équipe à six reprises, aux Championnats du monde de descente 1989 à Savage River et aux Mondiaux de 1991 à Bovec avec Sabine Kleinheinz et Aurore Bringard, aux Mondiaux de 1993 à Mezzana avec Sabine Kleinheinz et Myriam Le Gallo, aux Mondiaux de 1995 à Bala avec Aurore Bringard et Myriam Le Gallo, aux Mondiaux de 1996 à Landeck avec Anne-Fleur Sautour et Myriam Le Gallo et enfin aux Championnats du monde de descente 2000 à Treignac avec Magali Thiebaut et Anne-Blandine Crochet.
Elle prend sa retraite sportive en 2000.